# Chiss (scultore)
Chiss, pseudonimo di Filippo Chissotti (Trofarello, 5 dicembre 1920 – Trofarello, 22 marzo 1995), è stato uno scultore, incisore e pittore italiano.

## Biografia
Studiò all’Accademia Albertina, dove ebbe come maestri gli scultori Marino Marini e Giacomo Manzù.
Dopo aver frequentato, per un breve periodo, la facoltà di architettura, iniziò l'attività artistica e durante i primi tempi si espresse con l'uso della linea come unica protagonista, ricercando il sintetismo.
In tutta la sua carriera si espresse con incoerenza: da una parte attratto dalla plasticità del materiale usato, generalmente la ceramica, e nello stesso tempo dalla ricerca delle grandi proporzioni.
Dal 1945, iniziò una ricerca sull’espressività dei materiali da lui utilizzati (gesso, legno, cera, bronzo). 
Nei primi anni del secondo dopoguerra tenne la sua prima mostra di disegni alla Galleria Faber di Torino, e la produzione di quei tempi era rappresentativa del clima turbolento e drammatico vissuto durante la seconda guerra mondiale.
Successivamente le sue opere si allontanarono dal tecnicismo iniziale per acquisire un'espressività personale tendente all'evidenziazione del segno.
I suoi disegni danno l'idea della modificazione intercorsa negli anni nella sensibilità artistica.
Nel 1947 partecipò alla biennale di Venezia e quindi alla Quadriennale di Roma del 1948 e del 1951. Partecipò più volte alla Quadriennale d'arte di Torino, negli anni 1947, 1951, 1955, 1964 e 1968.
Nel corso degli anni cinquanta fu attratto dal ritorno della corrente artistica del cubismo-futurismo, sia in Italia che in Europa, e la sua produzione integrò una maggiore spazialità.
Nei primi anni sessanta raggiunse la maturità artistica e le sue opere furono caratterizzate da una nuova consapevolezza. Nel corso della sua vita sperimentò la crisi della scultura come forma artistica, con le conseguenti difficoltà ad ottenere commissioni di nuove opere.
Tra le sue opere, spesso influenzate dalla sua passione per il volo, si ricordano Uccello del 1957 e Icaro (1964-1994).
Collaborò con diversi architetti per la realizzazione di opere di grandi dimensioni, come Il giardino del Levante (ceramica policroma del 1953), il pannello in cemento Il trionfo del cavaliere, del 1969, per l’ippodromo di Vinovo realizzata con la collaborazione del fratello Giovanni.
Morì a Trofarello il 22 marzo 1995.